# Bundestagswahlkreis Kaiserslautern
Der Bundestagswahlkreis Kaiserslautern (Wahlkreis 208; bis zur Bundestagswahl 2021 Wahlkreis 209) ist seit 1949 ein Wahlkreis in Rheinland-Pfalz. Er umfasst die kreisfreie Stadt Kaiserslautern, den Donnersbergkreis, den Landkreis Kusel und vom Landkreis Kaiserslautern die Verbandsgemeinden Enkenbach-Alsenborn, Otterbach-Otterberg und Weilerbach. Mit Ausnahme der Wahlen 1953 und 1957 wurde der Wahlkreis stets von den Direktkandidaten der SPD gewonnen – selbst dann, wenn die CDU die meisten Zweitstimmen holte. Die SPD erzielte im Wahlkreis von 1949 an immer ein deutlich besseres Ergebnis als bundesweit, gleichzeitig war der Wahlkreis Kaiserslautern 2025 neben Gelsenkirchen der erste in Westdeutschland, in dem die AfD stärkste Kraft wurde, wenngleich die SPD weiterhin das Direktmandat gewann.

## Aktuelles Wahlergebnis
Zur Bundestagswahl 2025 traten zehn Wahlkreisbewerber an, darunter drei MdBs mit sicheren Landeslistenplätzen. Neben Matthias Mieves (SPD, Listenplatz 2) ging auch Alexander Ulrich zum wieder in das Rennen, zum sechsten Male seit 2005, allerdings nicht mehr für Die Linke, sondern für das BSW als Spitzenkandidat und Landesvorsitzender. Aufgrund des Scheiterns des BSW an der 5-Prozent-Hürde schaffte er aber nicht mehr in den Einzug in den Bundestag. Sebastian Münzenmaier (AfD) war 2017 und 2021 Kandidat im Bundestagswahlkreis Mainz, ehe er zur Wahl 2025 in den Wahlkreis Kaiserslautern wechselte, zudem war er zudem dritten Mal AfD-Spitzenkandidat.
| Kandidaten                                            | Kandidaten                   | Parteien/Listen     | Erststimmen | Erststimmen | Zweitstimmen | Zweitstimmen |
| Kandidaten                                            | Kandidaten                   | Parteien/Listen     | Stimmen     | %           | Stimmen      | %            |
| ----------------------------------------------------- | ---------------------------- | ------------------- | ----------- | ----------- | ------------ | ------------ |
|                                                       | Matthias Mievesgewählt im WK | SPD                 | 49.462      | 28,0        | 36.500       | 20,5         |
|                                                       | Frank Burgdörfer             | CDU                 | 42.591      | 24,1        | 44.231       | 24,9         |
|                                                       | Lea Siegfried                | GRÜNE               | 10.099      | 5,7         | 14.624       | 8,2          |
|                                                       | Christian Kopp               | FDP                 | 5.137       | 2,9         | 6.973        | 3,9          |
|                                                       | Sebastian Münzenmaier        | AfD                 | 45.159      | 25,5        | 45.952       | 25,9         |
|                                                       | Jasmin Awan                  | Freie Wähler        | 7.385       | 4,2         | 4.695        | 2,6          |
|                                                       | Stefan Glander               | Die Linke           | 7.397       | 4,2         | 10.770       | 6,1          |
|                                                       | −                            | Tierschutzpartei    | –           | –           | 2.649        | 1,5          |
|                                                       | —                            | Die PARTEI          | –           | –           | 797          | 0,4          |
|                                                       | Marvin Ballat                | Volt                | 1.570       | 0,9         | 992          | 0,6          |
|                                                       | —                            | ÖDP                 | –           | –           | 236          | 0,1          |
|                                                       | —                            | MLPD                | –           | –           | 56           | 0,0          |
|                                                       | Tim Meinhold                 | Bündnis Deutschland | 453         | 0,3         | 331          | 0,2          |
|                                                       | Alexander Ulrich             | BSW                 | 7.629       | 4,3         | 8.837        | 5,0          |
| Gesamt                                                | Gesamt                       | Gesamt              | 176.882     | 100         | 177.643      | 100          |
|                                                       |                              |                     |             |             |              |              |
| Quellen: Die Bundeswahlleiterin, Kandidaten – Stimmen |                              |                     |             |             |              |              |

## Wahlkreisgeschichte
| Wahl      | Wahlkreisname      | Gebiet |
| --------- | ------------------ | --- |
| 1949      | 13 Kaiserslautern  | Stadt Kaiserslautern, Landkreis Kaiserslautern, Landkreis Kusel |
| 1953–1961 | 160 Kaiserslautern | Stadt Kaiserslautern, Landkreis Kaiserslautern, Landkreis Kusel |
| 1965–1976 | 161 Kaiserslautern | Stadt Kaiserslautern, Landkreis Kaiserslautern, Landkreis Kusel |
| 1980–1998 | 159 Kaiserslautern | Stadt Kaiserslautern, Landkreis Kaiserslautern, Landkreis Kusel |
| 2002      | 212 Kaiserslautern | Stadt Kaiserslautern, vom Landkreis Kaiserslautern die Verbandsgemeinden Enkenbach-Alsenborn, Otterbach-Otterberg und Weilerbach, Landkreis Kusel, Donnersbergkreis |
| 2005      | 211 Kaiserslautern | Stadt Kaiserslautern, vom Landkreis Kaiserslautern die Verbandsgemeinden Enkenbach-Alsenborn, Otterbach-Otterberg und Weilerbach, Landkreis Kusel, Donnersbergkreis |
| 2009–2013 | 210 Kaiserslautern | Stadt Kaiserslautern, vom Landkreis Kaiserslautern die Verbandsgemeinden Enkenbach-Alsenborn, Otterbach-Otterberg und Weilerbach, Landkreis Kusel, Donnersbergkreis |
| 2017–2021 | 209 Kaiserslautern | Stadt Kaiserslautern, vom Landkreis Kaiserslautern die Verbandsgemeinden Enkenbach-Alsenborn, Otterbach-Otterberg und Weilerbach, Landkreis Kusel, Donnersbergkreis |
| 2025–     | 208 Kaiserslautern | Stadt Kaiserslautern, vom Landkreis Kaiserslautern die Verbandsgemeinden Enkenbach-Alsenborn, Otterbach-Otterberg und Weilerbach, Landkreis Kusel, Donnersbergkreis |

## Wahlkreisabgeordnete
| Wahl | Abgeordneter | Abgeordneter        | Partei | Stimmen in % |
| ---- | ------------ | ------------------- | ------ | ------------ |
| 1949 |              | Adolf Ludwig        | SPD    |              |
| 1953 |              | August Spies        | CDU    | 37,8         |
| 1957 | 42,8         | August Spies        | CDU    |              |
| 1961 |              | Adolf Müller-Emmert | SPD    | 41,4         |
| 1965 | 46,5         | Adolf Müller-Emmert | SPD    |              |
| 1969 | 49,4         | Adolf Müller-Emmert | SPD    |              |
| 1972 | 55,7         | Adolf Müller-Emmert | SPD    |              |
| 1976 | 50,8         | Adolf Müller-Emmert | SPD    |              |
| 1980 | 52,6         | Adolf Müller-Emmert | SPD    |              |
| 1983 | 48,9         | Adolf Müller-Emmert | SPD    |              |
| 1987 |              | Rose Götte          | SPD    | 48,7         |
| 1990 | 47,3         | Rose Götte          | SPD    |              |
| 1994 |              | Hansjörg Schäfer    | SPD    | 47,9         |
| 1998 | 50,9         | Hansjörg Schäfer    | SPD    |              |
| 2002 |              | Gustav Herzog       | SPD    | 49,9         |
| 2005 | 44,2         | Gustav Herzog       | SPD    |              |
| 2009 | 34,6         | Gustav Herzog       | SPD    |              |
| 2013 | 38,5         | Gustav Herzog       | SPD    |              |
| 2017 | 33,9         | Gustav Herzog       | SPD    |              |
| 2021 |              | Matthias Mieves     | SPD    | 33,9         |
| 2025 | 28,0         | Matthias Mieves     | SPD    |              |

## Historische Wahlergebnisse

### Bundestagswahl 2021
Die Bundestagswahl 2021 fand am Sonntag, dem 26. September 2021 statt. Den Wahlkreis gewann Matthias Mieves für die SPD, nachdem der langjährige Wahlkreisabgeordnete Gustav Herzog nicht mehr angetreten war.
| Kandidaten                     | Kandidaten                   | Parteien/Listen                | Erststimmen | Erststimmen | Zweitstimmen | Zweitstimmen |
| Kandidaten                     | Kandidaten                   | Parteien/Listen                | Stimmen     | %           | Stimmen      | %            |
| ------------------------------ | ---------------------------- | ------------------------------ | ----------- | ----------- | ------------ | ------------ |
|                                | Xaver Jung                   | CDU                            | 35.803      | 21,5        | 33.226       | 19,8         |
|                                | Matthias Mievesgewählt im WK | SPD                            | 56.523      | 33,9        | 54.460       | 32,5         |
|                                | Marco Staudt                 | AfD                            | 20.002      | 12,0        | 20.702       | 12,4         |
|                                | Jana Braun Lambur            | FDP                            | 11.870      | 7,1         | 17.242       | 10,3         |
|                                | Michael Kunte                | GRÜNE                          | 14.589      | 8,7         | 17.611       | 10,5         |
|                                | Alexander Ulrich             | Die Linke                      | 6.753       | 4,0         | 6.383        | 3,8          |
|                                | Thomas Lebkücher             | Freie Wähler                   | 12.225      | 7,3         | 8.042        | 4,8          |
|                                | Derya Sujana-Sen             | Die PARTEI                     | 2.154       | 1,3         | 1.641        | 1,0          |
|                                | —                            | PIRATEN                        | –           | –           | 695          | 0,4          |
|                                | —                            | ÖDP                            | –           | –           | 253          | 0,2          |
|                                | —                            | NPD                            | –           | –           | 298          | 0,2          |
|                                | —                            | V-Partei³                      | –           | –           | 142          | 0,1          |
|                                | —                            | MLPD                           | –           | –           | 36           | 0,0          |
|                                | Torsten Friedrichs           | DieBasis                       | 2.159       | 1,3         | 2.055        | 1,2          |
|                                | —                            | DiB                            | –           | –           | 121          | 0,1          |
|                                | Petra Winkler                | LKR                            | 154         | 0,1         | 101          | 0,1          |
|                                | —                            | Die Humanisten                 | –           | –           | 171          | 0,1          |
|                                | Patrick Kühn-Breisch         | Tierschutzpartei               | 3.197       | 1,9         | 3.168        | 1,9          |
|                                | —                            | Team Todenhöfer                | –           | –           | 432          | 0,3          |
|                                | Malte Schümann               | Volt                           | 801         | 0,5         | 685          | 0,4          |
|                                | Dietrich Peter Schwang       | Internationalistisches Bündnis | 28          | 0,0         | –            | –            |
|                                | Dirk Hoppe                   | Klimaliste                     | 147         | 0,1         | –            | –            |
|                                | Marius Lauer                 | parteilos                      | 392         | 0,2         | –            | –            |
| Gesamt                         | Gesamt                       | Gesamt                         | 166.797     | 100         | 167.464      | 100          |
|                                |                              |                                |             |             |              |              |
| Ungültige Stimmen              | Ungültige Stimmen            | Ungültige Stimmen              | 2.409       | 1,4         | 1.742        | 1,0          |
| Wähler                         | Wähler                       | Wähler                         | 169.206     | 75,3        | 169.206      | 75,3         |
| Wahlberechtigte                | Wahlberechtigte              | Wahlberechtigte                | 224.701     |             | 224.701      |              |
|                                |                              |                                |             |             |              |              |
| Quellen: Der Bundeswahlleiter, |                              |                                |             |             |              |              |

### Bundestagswahl 2017
Die Bundestagswahl 2017 fand am Sonntag, dem 24. September 2017 statt. Den Wahlkreis gewann wie die Jahre zuvor Gustav Herzog von der SPD. Wie bereits 2013 handelte es sich dabei um das einzige Direktmandat für die SPD in den südlichen Bundesländern Rheinland-Pfalz, Baden-Württemberg und Bayern.
| Kandidaten                     | Kandidaten                 | Parteien/Listen   | Erststimmen | Erststimmen | Zweitstimmen | Zweitstimmen |
| Kandidaten                     | Kandidaten                 | Parteien/Listen   | Stimmen     | %           | Stimmen      | %            |
| ------------------------------ | -------------------------- | ----------------- | ----------- | ----------- | ------------ | ------------ |
|                                | Xaver Jung                 | CDU               | 53.022      | 31,3        | 49.400       | 29,1         |
|                                | Gustav Herzoggewählt im WK | SPD               | 57.482      | 33,9        | 47.986       | 28,3         |
|                                | Paul Bunjes                | GRÜNE             | 8.618       | 5,1         | 11.360       | 6,7          |
|                                | Achim Oliver Bertram       | FDP               | 9.256       | 5,5         | 15.519       | 9,1          |
|                                | Alexander Ulrich           | Die Linke         | 12.277      | 7,2         | 13.548       | 8,0          |
|                                | Stefan Scheil              | AfD               | 21.378      | 12,6        | 23.206       | 13,7         |
|                                | —                          | PIRATEN           | –           | –           | 930          | 0,5          |
|                                | Günther Mack               | FREIE WÄHLER      | 4.820       | 2,8         | 3.558        | 2,1          |
|                                | —                          | NPD               | –           | –           | 811          | 0,5          |
|                                | —                          | ÖDP               | –           | –           | 343          | 0,2          |
|                                | —                          | MLPD              | –           | –           | 32           | 0,0          |
|                                | —                          | BGE               | –           | –           | 355          | 0,2          |
|                                | Alexander Mühlmann         | Die PARTEI        | 2.526       | 1,5         | 2.187        | 1,3          |
|                                | —                          | V-Partei³         | –           | –           | 529          | 0,3          |
| Gesamt                         | Gesamt                     | Gesamt            | 169.379     | 100         | 169.764      | 100          |
|                                |                            |                   |             |             |              |              |
| Ungültige Stimmen              | Ungültige Stimmen          | Ungültige Stimmen | 2.937       | 1,7         | 2.552        | 1,5          |
| Wähler                         | Wähler                     | Wähler            | 172.316     | 75,2        | 172.316      | 75,2         |
| Wahlberechtigte                | Wahlberechtigte            | Wahlberechtigte   | 229.114     |             | 229.114      |              |
|                                |                            |                   |             |             |              |              |
| Quellen: Der Bundeswahlleiter, |                            |                   |             |             |              |              |

### Bundestagswahl 2013
Die Bundestagswahl 2013 fand am Sonntag, dem 22. September 2013, statt.
Es traten 14 Parteien in Rheinland-Pfalz landesweit gegeneinander an. Dies entschied der Landeswahlausschuss in einer öffentlichen Sitzung am 26. Juli 2013 in Mainz. Damit erhielten alle Parteien eine Zulassung, die fristgerecht bis zum 15. Juli ihre Landeslisten und weitere Unterlagen eingereicht hatten.
Die Reihenfolge der zugelassenen Landeslisten auf dem Stimmzettel richtet sich zunächst nach der Zahl der Zweitstimmen, die die jeweilige Partei bei der letzten Bundestagswahl im Land erreicht hat (Listenplätze 1 – 10):
CDU, SPD, FDP, GRÜNE, Die Linke, PIRATEN, NPD, REP, ÖDP und MLPD. Neu kandidierende Listen schließen sich in alphabetischer Reihenfolge ihres Namens an (Listenplätze 11 – 14): Alternative für Deutschland (AfD), Bürgerbewegung pro Deutschland (pro Deutschland), Freie Wähler und die Partei der Vernunft.
| Kandidaten                     | Kandidaten                 | Parteien/Listen                                 | Erststimmen | Erststimmen | Zweitstimmen | Zweitstimmen |
| Kandidaten                     | Kandidaten                 | Parteien/Listen                                 | Stimmen     | %           | Stimmen      | %            |
| ------------------------------ | -------------------------- | ----------------------------------------------- | ----------- | ----------- | ------------ | ------------ |
|                                | Xaver Jung                 | CDU                                             | 59.086      | 37,2        | 57.376       | 35,9         |
|                                | Gustav Herzoggewählt im WK | SPD                                             | 61.253      | 38,5        | 52.242       | 32,7         |
|                                | Christian Kopp             | FDP                                             | 3.584       | 2,3         | 7.315        | 4,6          |
|                                | Felicitas Flörchinger      | GRÜNE                                           | 8.446       | 5,3         | 11.430       | 7,1          |
|                                | Alexander Ulrich           | Die Linke                                       | 11.813      | 7,4         | 12.107       | 7,6          |
|                                | Johannes Merkert           | PIRATEN                                         | 4.810       | 3,0         | 4.278        | 2,7          |
|                                | Klaus Alfons Gras          | NPD                                             | 3.953       | 2,5         | 3.080        | 1,9          |
|                                | —                          | REP                                             | –           | –           | 580          | 0,4          |
|                                | —                          | ÖDP                                             | –           | –           | 323          | 0,2          |
|                                | —                          | MLPD                                            | –           | –           | 55           | 0,0          |
|                                | —                          | AfD                                             | –           | –           | 7.101        | 4,4          |
|                                | —                          | Bürgerbewegung pro Deutschland                  | –           | –           | 415          | 0,3          |
|                                | Manfred Petry              | Freie Wähler                                    | 4.145       | 2,6         | 3.031        | 1,9          |
|                                | —                          | Partei der Vernunft                             | –           | –           | 535          | 0,3          |
|                                | Anette Sabine Metzger      | Familien-Partei Deutschlands (Einzelkandidatin) | 1.896       | 1,2         | –            | –            |
| Gesamt                         | Gesamt                     | Gesamt                                          | 158.986     | 100         | 159.868      | 100          |
|                                |                            |                                                 |             |             |              |              |
| Ungültige Stimmen              | Ungültige Stimmen          | Ungültige Stimmen                               | 4.024       | 2,5         | 3.142        | 1,9          |
| Wähler                         | Wähler                     | Wähler                                          | 163.010     | 70,2        | 163.010      | 70,2         |
| Wahlberechtigte                | Wahlberechtigte            | Wahlberechtigte                                 | 232.164     |             | 232.164      |              |
|                                |                            |                                                 |             |             |              |              |
| Quellen: Der Bundeswahlleiter, |                            |                                                 |             |             |              |              |

Gustav Herzog war der einzige SPD-Direktkandidat aus Rheinland-Pfalz, alle anderen Direktmandate gingen an die CDU-Kandidaten. Xaver Jung von der CDU konnte über die Landesliste in den Bundestag einziehen. Ebenfalls über die Landesliste ist der Spitzenkandidat der Linken Alexander Ulrich Mitglied des Bundestags geworden.

### Bundestagswahl 2009
| Kandidaten                     | Kandidaten                 | Parteien/Listen   | Erststimmen | Erststimmen | Zweitstimmen | Zweitstimmen |
| Kandidaten                     | Kandidaten                 | Parteien/Listen   | Stimmen     | %           | Stimmen      | %            |
| ------------------------------ | -------------------------- | ----------------- | ----------- | ----------- | ------------ | ------------ |
|                                | Xaver Jung                 | CDU               | 52.311      | 32,8        | 45.212       | 28,2         |
|                                | Gustav Herzoggewählt im WK | SPD               | 55.070      | 34,6        | 44.362       | 27,7         |
|                                | Brigitta Röthig-Wentz      | FDP               | 14.725      | 9,2         | 22.932       | 14,3         |
|                                | Dirk Just                  | GRÜNE             | 10.834      | 6,8         | 13.936       | 8,7          |
|                                | Alexander Ulrich           | Die Linke.        | 22.205      | 13,9        | 22.670       | 14,2         |
|                                | Sascha Wagner              | NPD               | 4.143       | 2,6         | 3.197        | 2,0          |
|                                | –                          | REP               | –           | –           | 1.373        | 0,9          |
|                                | –                          | FAMILIE           | –           | –           | 2.074        | 1,3          |
|                                | –                          | PBC               | –           | –           | 414          | 0,3          |
|                                | –                          | MLPD              | –           | –           | 55           | 0,0          |
|                                | –                          | DVU               | –           | –           | 132          | 0,1          |
|                                | -                          | ödp               | –           | –           | 406          | 0,3          |
|                                | –                          | PIRATEN           | –           | –           | 3.421        | 2,1          |
| Gesamt                         | Gesamt                     | Gesamt            | 159.288     | 100         | 160.184      | 100          |
|                                |                            |                   |             |             |              |              |
| Ungültige Stimmen              | Ungültige Stimmen          | Ungültige Stimmen | 4.062       | 2,5         | 3.166        | 1,9          |
| Wähler                         | Wähler                     | Wähler            | 163.350     | 69,5        | 163.350      | 69,5         |
| Wahlberechtigte                | Wahlberechtigte            | Wahlberechtigte   | 235.030     |             | 235.030      |              |
|                                |                            |                   |             |             |              |              |
| Quellen: Der Bundeswahlleiter, |                            |                   |             |             |              |              |

Alexander Ulrich (Die Linke)zog über die Landesliste in den Bundestag ein.

### Bundestagswahl 2005
| Kandidaten                     | Kandidaten                 | Parteien/Listen   | Erststimmen | Erststimmen | Zweitstimmen | Zweitstimmen |
| Kandidaten                     | Kandidaten                 | Parteien/Listen   | Stimmen     | %           | Stimmen      | %            |
| ------------------------------ | -------------------------- | ----------------- | ----------- | ----------- | ------------ | ------------ |
|                                | Walter Altherr             | CDU               | 61.781      | 35,3        | 51.844       | 29,6         |
|                                | Gustav Herzoggewählt im WK | SPD               | 77.325      | 44,2        | 68.201       | 38,9         |
|                                | Hans Kalthoff              | FDP               | 8.687       | 5,0         | 18.237       | 10,4         |
|                                | Andreas Hartenfels         | Grüne             | 7.596       | 4,3         | 12.369       | 7,1          |
|                                | Alexander Ulrich           | Linke             | 14.464      | 8,3         | 15.397       | 8,8          |
|                                | −                          | REP               | –           | –           | 2.176        | 1,2          |
|                                | Hermann Lautenbach         | NPD               | 4,922       | 0,0         | 3.971        | 2,3          |
|                                | −                          | PBC               | –           | –           | 544          | 0,3          |
|                                | −                          | Familie           | –           | –           | 2.520        | 1,4          |
|                                | −                          | MLPD              | –           | –           | 151          | 0,1          |
| Gesamt                         | Gesamt                     | Gesamt            | 174.775     | 100         | 175.410      | 100          |
|                                |                            |                   |             |             |              |              |
| Ungültige Stimmen              | Ungültige Stimmen          | Ungültige Stimmen | 4.905       | 2,7         | 4.270        | 2,4          |
| Wähler                         | Wähler                     | Wähler            | 179.680     | 76,5        | 179.680      | 76,5         |
| Wahlberechtigte                | Wahlberechtigte            | Wahlberechtigte   | 234.939     |             | 234.939      |              |
|                                |                            |                   |             |             |              |              |
| Quellen: Der Bundeswahlleiter, |                            |                   |             |             |              |              |

### Bundestagswahl 2002
| Kandidaten                     | Kandidaten                 | Parteien/Listen   | Erststimmen | Erststimmen | Zweitstimmen | Zweitstimmen |
| Kandidaten                     | Kandidaten                 | Parteien/Listen   | Stimmen     | %           | Stimmen      | %            |
| ------------------------------ | -------------------------- | ----------------- | ----------- | ----------- | ------------ | ------------ |
|                                | Gustav Herzoggewählt im WK | SPD               | 88.335      | 49,9        | 79.672       | 44,7         |
|                                | Walter Altherr             | CDU               | 64.737      | 36,6        | 59.458       | 33,4         |
|                                | Marcel Sommer              | FDP               | 12.190      | 6,9         | 15.333       | 8,6          |
|                                | Wolfgang Hartenfels        | Grüne             | 8.880       | 5,0         | 13.673       | 7,7          |
|                                | −                          | REP               | –           | –           | 2.590        | 1,5          |
|                                | Kurt Wegner                | PDS               | 2.971       | 1,7         | 2.018        | 1,1          |
|                                | −                          | Tierschutzpartei  | –           | –           | 1.877        | 1,1          |
|                                | −                          | PBC               | –           | –           | 568          | 0,3          |
|                                | −                          | ÖDP               | –           | –           | 234          | 0,1          |
|                                | −                          | NPD               | –           | –           | 1.329        | 0,7          |
|                                | −                          | Schill            | –           | –           | 1.369        | 0,8          |
| Gesamt                         | Gesamt                     | Gesamt            | 177.113     | 100         | 178.121      | 100          |
|                                |                            |                   |             |             |              |              |
| Ungültige Stimmen              | Ungültige Stimmen          | Ungültige Stimmen | 4.581       | 2,5         | 3.573        | 2,0          |
| Wähler                         | Wähler                     | Wähler            | 181.694     | 77,3        | 181.694      | 77,3         |
| Wahlberechtigte                | Wahlberechtigte            | Wahlberechtigte   | 235.024     |             | 235.024      |              |
|                                |                            |                   |             |             |              |              |
| Quellen: Der Bundeswahlleiter, |                            |                   |             |             |              |              |

### Bundestagswahl 1998
| Kandidaten                     | Kandidaten                    | Parteien/Listen     | Erststimmen | Erststimmen | Zweitstimmen | Zweitstimmen |
| Kandidaten                     | Kandidaten                    | Parteien/Listen     | Stimmen     | %           | Stimmen      | %            |
| ------------------------------ | ----------------------------- | ------------------- | ----------- | ----------- | ------------ | ------------ |
|                                | Walter Altherr                | CDU                 | 65.260      | 37,1        | 59.342       | 33,6         |
|                                | Hansjörg Schäfergewählt im WK | SPD                 | 89.455      | 50,9        | 83.360       | 47,2         |
|                                | Katharina Schmidt             | F.D.P.              | 6.420       | 3,7         | 10.072       | 5,7          |
|                                | Achim Brötz                   | GRÜNE               | 6.648       | 3,8         | 9.395        | 5,3          |
|                                | −                             | PDS                 | –           | –           | 1.768        | 1,0          |
|                                | −                             | BFB – Die Offensive | –           | –           | 239          | 0,1          |
|                                | −                             | DVU                 | –           | –           | 1.473        | 0,8          |
|                                | –                             | GRAUE               | –           | –           | 490          | 0,3          |
|                                | Cornelia Benning              | REP                 | 7.921       | 4,5         | 6.371        | 3,6          |
|                                | –                             | Die Frauen          | –           | –           | 219          | 0,1          |
|                                | –                             | Pro DM              | –           | –           | 1.768        | 1,0          |
|                                | –                             | Tierschutz          | –           | –           | 998          | 0,6          |
|                                | −                             | NPD                 | –           | –           | 436          | 0,2          |
|                                | –                             | Naturgesetz         | –           | –           | 176          | 0,1          |
|                                | –                             | ödp                 | –           | –           | 221          | 0,1          |
|                                | −                             | PBC                 | –           | –           | 333          | 0,2          |
| Gesamt                         | Gesamt                        | Gesamt              | 175.704     | 100         | 176.661      | 100          |
|                                |                               |                     |             |             |              |              |
| Ungültige Stimmen              | Ungültige Stimmen             | Ungültige Stimmen   | 4.393       | 2,4         | 3.436        | 1,9          |
| Wähler                         | Wähler                        | Wähler              | 180.097     | 82,0        | 180.097      | 82,0         |
| Wahlberechtigte                | Wahlberechtigte               | Wahlberechtigte     | 219.501     |             | 219.501      |              |
|                                |                               |                     |             |             |              |              |
| Quellen: Der Bundeswahlleiter, |                               |                     |             |             |              |              |

### Bundestagswahl 1994
| Kandidaten                     | Kandidaten                    | Parteien/Listen   | Erststimmen | Erststimmen | Zweitstimmen | Zweitstimmen |
| Kandidaten                     | Kandidaten                    | Parteien/Listen   | Stimmen     | %           | Stimmen      | %            |
| ------------------------------ | ----------------------------- | ----------------- | ----------- | ----------- | ------------ | ------------ |
|                                | −                             | CDU               | 70.658      | 40,6        | 65.752       | 37,7         |
|                                | Hansjörg Schäfergewählt im WK | SPD               | 83.364      | 47,9        | 81.494       | 46,7         |
|                                | –                             | F.D.P.            | 4.432       | 2,5         | 9.273        | 5,3          |
|                                | –                             | GRÜNE             | 8.811       | 5,1         | 9.665        | 5,5          |
|                                | –                             | PDS               | –           | –           | 1.075        | 0,6          |
|                                | –                             | GRAUE             | –           | –           | 725          | 0,4          |
|                                | –                             | Naturgesetz       | 1.268       | 0,7         | 633          | 0,4          |
|                                | –                             | REP               | 5.352       | 3,1         | 5.003        | 2,9          |
|                                | –                             | MLPD              | –           | –           | 23           | 0,0          |
|                                | –                             | ÖDP               | –           | –           | 494          | 0,3          |
|                                | –                             | Statt             | –           | –           | 381          | 0,2          |
| Gesamt                         | Gesamt                        | Gesamt            | 173.885     | 100         | 174.518      | 100          |
|                                |                               |                   |             |             |              |              |
| Ungültige Stimmen              | Ungültige Stimmen             | Ungültige Stimmen | 3.204       | 1,8         | 2.571        | 1,5          |
| Wähler                         | Wähler                        | Wähler            | 177.089     | 80,6        | 177.089      | 80,6         |
| Wahlberechtigte                | Wahlberechtigte               | Wahlberechtigte   | 219.808     |             | 219.808      |              |
|                                |                               |                   |             |             |              |              |
| Quellen: Der Bundeswahlleiter, |                               |                   |             |             |              |              |

### Bundestagswahl 1990
| Kandidaten                     | Kandidaten              | Parteien/Listen   | Erststimmen | Erststimmen | Zweitstimmen | Zweitstimmen |
| Kandidaten                     | Kandidaten              | Parteien/Listen   | Stimmen     | %           | Stimmen      | %            |
| ------------------------------ | ----------------------- | ----------------- | ----------- | ----------- | ------------ | ------------ |
|                                | −                       | CDU               | 68.298      | 40,2        | 68.351       | 40,1         |
|                                | Rose Göttegewählt im WK | SPD               | 80.439      | 47,3        | 74.980       | 44,0         |
|                                | −                       | FDP               | 9.075       | 5,3         | 13.502       | 7,9          |
|                                | −                       | Die Grünen        | 5.965       | 3,5         | 6.147        | 3,6          |
|                                | −                       | REP               | 4.218       | 2,5         | 3.878        | 2,3          |
|                                | −                       | NPD               | 857         | 0,5         | 809          | 0,5          |
|                                | −                       | ÖDP               | 1.065       | 0,6         | 742          | 0,4          |
|                                | −                       | CM                | –           | –           | 260          | 0,2          |
|                                | −                       | PDS               | –           | –           | 333          | 0,2          |
|                                | −                       | Graue             | –           | –           | 1.322        | 0,8          |
| Gesamt                         | Gesamt                  | Gesamt            | 169.917     | 100         | 170.324      | 100          |
|                                |                         |                   |             |             |              |              |
| Ungültige Stimmen              | Ungültige Stimmen       | Ungültige Stimmen | 3.220       | 1,9         | 2.813        | 1,6          |
| Wähler                         | Wähler                  | Wähler            | 173.137     | 80,2        | 173.137      | 80,2         |
| Wahlberechtigte                | Wahlberechtigte         | Wahlberechtigte   | 215.815     |             | 215.815      |              |
|                                |                         |                   |             |             |              |              |
| Quellen: Der Bundeswahlleiter, |                         |                   |             |             |              |              |

### Bundestagswahl 1987
| Kandidaten                     | Kandidaten              | Parteien/Listen   | Erststimmen | Erststimmen | Zweitstimmen | Zweitstimmen |
| Kandidaten                     | Kandidaten              | Parteien/Listen   | Stimmen     | %           | Stimmen      | %            |
| ------------------------------ | ----------------------- | ----------------- | ----------- | ----------- | ------------ | ------------ |
|                                | Rose Göttegewählt im WK | SPD               | 87.296      | 48,7        | 81.628       | 45,5         |
|                                | −                       | CDU               | 72.004      | 40,2        | 69.481       | 38,7         |
|                                | −                       | FDP               | 6.797       | 3,8         | 12.521       | 7,0          |
|                                | −                       | NPD               | 2.245       | 1,3         | 2.147        | 1,2          |
|                                | −                       | Die Grünen        | 9.916       | 5,5         | 12.996       | 7,2          |
|                                | −                       | MLPD              | –           | –           | 91           | 0,1          |
|                                | −                       | ÖDP               | –           | –           | 494          | 0,3          |
|                                | −                       | Patrioten         | –           | –           | 144          | 0,1          |
|                                | −                       | Einzelbewerber    | 947         | 0,5         | –            | –            |
| Gesamt                         | Gesamt                  | Gesamt            | 179.205     | 100         | 179.502      | 100          |
|                                |                         |                   |             |             |              |              |
| Ungültige Stimmen              | Ungültige Stimmen       | Ungültige Stimmen | 2.745       | 1,5         | 2.448        | 1,3          |
| Wähler                         | Wähler                  | Wähler            | 181.950     | 85,5        | 181.950      | 85,5         |
| Wahlberechtigte                | Wahlberechtigte         | Wahlberechtigte   | 212.892     |             | 212.892      |              |
|                                |                         |                   |             |             |              |              |
| Quellen: Der Bundeswahlleiter, |                         |                   |             |             |              |              |

### Bundestagswahl 1983
| Kandidaten                     | Kandidaten                       | Parteien/Listen   | Erststimmen | Erststimmen | Zweitstimmen | Zweitstimmen |
| Kandidaten                     | Kandidaten                       | Parteien/Listen   | Stimmen     | %           | Stimmen      | %            |
| ------------------------------ | -------------------------------- | ----------------- | ----------- | ----------- | ------------ | ------------ |
|                                | Adolf Müller-Emmertgewählt im WK | SPD               | 89.764      | 48,9        | 85.974       | 46,7         |
|                                | −                                | CDU               | 80.376      | 43,8        | 77.709       | 42,2         |
|                                | −                                | FDP               | 4.933       | 2,7         | 10.294       | 5,6          |
|                                | −                                | NPD               | 998         | 0,5         | 957          | 0,5          |
|                                | −                                | DKP               | 493         | 0,3         | 391          | 0,2          |
|                                | −                                | Die Grünen        | 7.000       | 3,8         | 8.827        | 4,8          |
|                                | −                                | EAP               | –           | –           | 135          | 0,1          |
| Gesamt                         | Gesamt                           | Gesamt            | 183.564     | 100         | 184.287      | 100          |
|                                |                                  |                   |             |             |              |              |
| Ungültige Stimmen              | Ungültige Stimmen                | Ungültige Stimmen | 4.612       | 2,5         | 3.889        | 2,1          |
| Wähler                         | Wähler                           | Wähler            | 188.176     | 89,0        | 188.176      | 89,0         |
| Wahlberechtigte                | Wahlberechtigte                  | Wahlberechtigte   | 211.551     |             | 211.551      |              |
|                                |                                  |                   |             |             |              |              |
| Quellen: Der Bundeswahlleiter, |                                  |                   |             |             |              |              |

### Bundestagswahl 1980
| Kandidaten                     | Kandidaten                       | Parteien/Listen   | Erststimmen | Erststimmen | Zweitstimmen | Zweitstimmen |
| Kandidaten                     | Kandidaten                       | Parteien/Listen   | Stimmen     | %           | Stimmen      | %            |
| ------------------------------ | -------------------------------- | ----------------- | ----------- | ----------- | ------------ | ------------ |
|                                | Adolf Müller-Emmertgewählt im WK | SPD               | 95.396      | 52,6        | 91.942       | 50,5         |
|                                | −                                | CDU               | 69.666      | 38,4        | 69.578       | 38,2         |
|                                | −                                | FDP               | 11.631      | 6,4         | 16.559       | 9,1          |
|                                | −                                | NPD               | –           | –           | 820          | 0,5          |
|                                | -                                | DKP               | 592         | 0,3         | 389          | 0,2          |
|                                | -                                | Die Grünen        | 3.860       | 2,1         | 2.639        | 1,4          |
|                                | -                                | EAP               | –           | –           | 60           | 0,0          |
|                                | -                                | V                 | –           | –           | 41           | 0,0          |
|                                | -                                | KBW               | 95          | 0,1         | 51           | 0,0          |
| Gesamt                         | Gesamt                           | Gesamt            | 181.240     | 100         | 182.079      | 100          |
|                                |                                  |                   |             |             |              |              |
| Ungültige Stimmen              | Ungültige Stimmen                | Ungültige Stimmen | 6.936       | 3,7         | 6.097        | 3,2          |
| Wähler                         | Wähler                           | Wähler            | 188.176     | 90,1        | 188.176      | 90,1         |
| Wahlberechtigte                | Wahlberechtigte                  | Wahlberechtigte   | 208.751     |             | 208.751      |              |
|                                |                                  |                   |             |             |              |              |
| Quellen: Der Bundeswahlleiter, |                                  |                   |             |             |              |              |

### Bundestagswahl 1976
| Kandidaten                     | Kandidaten                       | Parteien/Listen   | Erststimmen | Erststimmen | Zweitstimmen | Zweitstimmen |
| Kandidaten                     | Kandidaten                       | Parteien/Listen   | Stimmen     | %           | Stimmen      | %            |
| ------------------------------ | -------------------------------- | ----------------- | ----------- | ----------- | ------------ | ------------ |
|                                | Adolf Müller-Emmertgewählt im WK | SPD               | 93.146      | 50,8        | 91.701       | 49,9         |
|                                | Jürgen Todenhöfer                | CDU               | 76.652      | 41,8        | 76.416       | 41,5         |
|                                | Georg Welker                     | FDP               | 10.931      | 6,0         | 13.320       | 7,2          |
|                                | Gerhard Rettig                   | NPD               | 1.518       | 0,8         | 1.512        | 0,8          |
|                                | Arno Kiupel                      | DKP               | 869         | 0,5         | 627          | 0,3          |
|                                | Hedwig Börner                    | AUD               | 127         | 0,1         | –            | –            |
|                                | −                                | EAP               | –           | –           | 73           | 0,0          |
|                                | −                                | KPD-AO            | –           | –           | 163          | 0,1          |
|                                | Georg Duffner                    | KBW               | 185         | 0,1         | 103          | 0,1          |
| Gesamt                         | Gesamt                           | Gesamt            | 183.428     | 100         | 183.915      | 100          |
|                                |                                  |                   |             |             |              |              |
| Ungültige Stimmen              | Ungültige Stimmen                | Ungültige Stimmen | 2.016       | 1,1         | 1.529        | 0,8          |
| Wähler                         | Wähler                           | Wähler            | 185.444     | 90,7        | 185.444      | 90,7         |
| Wahlberechtigte                | Wahlberechtigte                  | Wahlberechtigte   | 204.445     |             | 204.445      |              |
|                                |                                  |                   |             |             |              |              |
| Quellen: Der Bundeswahlleiter, |                                  |                   |             |             |              |              |

### Bundestagswahl 1972
| Kandidaten                     | Kandidaten                       | Parteien/Listen   | Erststimmen | Erststimmen | Zweitstimmen | Zweitstimmen |
| Kandidaten                     | Kandidaten                       | Parteien/Listen   | Stimmen     | %           | Stimmen      | %            |
| ------------------------------ | -------------------------------- | ----------------- | ----------- | ----------- | ------------ | ------------ |
|                                | Adolf Müller-Emmertgewählt im WK | SPD               | 100.191     | 55,7        | 95.185       | 52,9         |
|                                | Jürgen Todenhöfer                | CDU               | 68.759      | 38,2        | 67.187       | 37,3         |
|                                | Georg Welker                     | FDP               | 7.383       | 4,1         | 13.855       | 7,7          |
|                                | Bruno Jung                       | NPD               | 2.719       | 1,5         | 3.037        | 1,7          |
|                                | Franz Etscheid                   | DKP               | 798         | 0,4         | 760          | 0,4          |
| Gesamt                         | Gesamt                           | Gesamt            | 179.850     | 100         | 180.024      | 100          |
|                                |                                  |                   |             |             |              |              |
| Ungültige Stimmen              | Ungültige Stimmen                | Ungültige Stimmen | 2.193       | 1,2         | 2.019        | 1,1          |
| Wähler                         | Wähler                           | Wähler            | 182.043     | 90,4        | 182.043      | 90,4         |
| Wahlberechtigte                | Wahlberechtigte                  | Wahlberechtigte   | 201.343     |             | 201.343      |              |
|                                |                                  |                   |             |             |              |              |
| Quellen: Der Bundeswahlleiter, |                                  |                   |             |             |              |              |

### Bundestagswahl 1969
| Kandidaten                     | Kandidaten                       | Parteien/Listen   | Erststimmen | Erststimmen | Zweitstimmen | Zweitstimmen |
| Kandidaten                     | Kandidaten                       | Parteien/Listen   | Stimmen     | %           | Stimmen      | %            |
| ------------------------------ | -------------------------------- | ----------------- | ----------- | ----------- | ------------ | ------------ |
|                                | Adolf Müller-Emmertgewählt im WK | SPD               | 72.767      | 49,4        | 69.426       | 47,0         |
|                                | Werner Marx                      | CDU               | 54.811      | 37,2        | 55.156       | 37,4         |
|                                | Robert Mainberger                | FDP               | 6.449       | 4,4         | 8.599        | 5,8          |
|                                | Günter Mierwald                  | NPD               | 12.027      | 8,2         | 13.130       | 8,9          |
|                                | Rudolf Held                      | ADF               | 1.369       | 0,9         | 1.307        | 0,9          |
| Gesamt                         | Gesamt                           | Gesamt            | 147.423     | 100         | 147.618      | 100          |
|                                |                                  |                   |             |             |              |              |
| Ungültige Stimmen              | Ungültige Stimmen                | Ungültige Stimmen | 2.950       | 2,0         | 2.755        | 1,8          |
| Wähler                         | Wähler                           | Wähler            | 150.373     | 84,9        | 150.373      | 84,9         |
| Wahlberechtigte                | Wahlberechtigte                  | Wahlberechtigte   | 177.070     |             | 177.070      |              |
|                                |                                  |                   |             |             |              |              |
| Quellen: Der Bundeswahlleiter, |                                  |                   |             |             |              |              |

### Bundestagswahl 1965
| Kandidaten                     | Kandidaten                       | Parteien/Listen   | Erststimmen | Erststimmen | Zweitstimmen | Zweitstimmen |
| Kandidaten                     | Kandidaten                       | Parteien/Listen   | Stimmen     | %           | Stimmen      | %            |
| ------------------------------ | -------------------------------- | ----------------- | ----------- | ----------- | ------------ | ------------ |
|                                | Adolf Müller-Emmertgewählt im WK | SPD               | 68.454      | 46,5        | 67.255       | 45,6         |
|                                | Werner Marx                      | CDU               | 54.388      | 37,0        | 53.789       | 36,4         |
|                                | Ludwig Hamm                      | FDP               | 14.280      | 9,7         | 15.657       | 10,6         |
|                                | Fritz May                        | NPD               | 6.641       | 4,5         | 7.271        | 4,9          |
|                                | Hermann Jacob                    | DFU               | 3.390       | 2,3         | 3.497        | 2,4          |
|                                | −                                | AUD               | –           | –           | 153          | 0,1          |
| Gesamt                         | Gesamt                           | Gesamt            | 147.153     | 100         | 147.622      | 100          |
|                                |                                  |                   |             |             |              |              |
| Ungültige Stimmen              | Ungültige Stimmen                | Ungültige Stimmen | 5.099       | 3,3         | 4.630        | 3,0          |
| Wähler                         | Wähler                           | Wähler            | 152.252     | 85,1        | 152.252      | 85,1         |
| Wahlberechtigte                | Wahlberechtigte                  | Wahlberechtigte   | 178.942     |             | 178.942      |              |
|                                |                                  |                   |             |             |              |              |
| Quellen: Der Bundeswahlleiter, |                                  |                   |             |             |              |              |

### Bundestagswahl 1961
| Kandidaten                     | Kandidaten                       | Parteien/Listen   | Erststimmen | Erststimmen | Zweitstimmen | Zweitstimmen |
| Kandidaten                     | Kandidaten                       | Parteien/Listen   | Stimmen     | %           | Stimmen      | %            |
| ------------------------------ | -------------------------------- | ----------------- | ----------- | ----------- | ------------ | ------------ |
|                                | Adolf Müller-Emmertgewählt im WK | SPD               | 59.952      | 41,4        | 58.403       | 41,1         |
|                                | Werner Marx                      | CDU               | 53.908      | 37,2        | 52.223       | 36,7         |
|                                | Ludwig Hamm                      | FDP               | 18.804      | 13,0        | 18.503       | 13,0         |
|                                | −                                | GDP               | –           | –           | 785          | 0,6          |
|                                | Heinrich Werner                  | DFU               | 3.789       | 2,6         | 3.616        | 2,5          |
|                                | Otto Hein                        | DRP               | 8.487       | 5,9         | 8.504        | 6,0          |
|                                | −                                | DG                | –           | –           | 173          | 0,1          |
| Gesamt                         | Gesamt                           | Gesamt            | 144.940     | 100         | 142.207      | 100          |
|                                |                                  |                   |             |             |              |              |
| Ungültige Stimmen              | Ungültige Stimmen                | Ungültige Stimmen | 5.304       | 3,5         | 8.037        | 5,3          |
| Wähler                         | Wähler                           | Wähler            | 150.244     | 84,8        | 150.244      | 84,8         |
| Wahlberechtigte                | Wahlberechtigte                  | Wahlberechtigte   | 177.128     |             | 177.128      |              |
|                                |                                  |                   |             |             |              |              |
| Quellen: Der Bundeswahlleiter, |                                  |                   |             |             |              |              |

### Bundestagswahl 1957
| Kandidaten                     | Kandidaten                | Parteien/Listen   | Erststimmen | Erststimmen | Zweitstimmen | Zweitstimmen |
| Kandidaten                     | Kandidaten                | Parteien/Listen   | Stimmen     | %           | Stimmen      | %            |
| ------------------------------ | ------------------------- | ----------------- | ----------- | ----------- | ------------ | ------------ |
|                                | August Spiesgewählt im WK | CDU               | 58.193      | 42,8        | 57.108       | 42,3         |
|                                | Adolf Ludwig              | SPD               | 53.086      | 39,1        | 52.340       | 38,8         |
|                                | Ludwig Hamm               | FDP               | 14.128      | 10,4        | 13.766       | 10,2         |
|                                | Eugen Lang                | GB/BHE            | 2.686       | 2,0         | 2.718        | 2,0          |
|                                | Otto Kieffer              | DP                | 2.444       | 1,8         | 2.468        | 1,8          |
|                                | Kurt Blinn                | DRP               | 5.271       | 3,9         | 6.030        | 4,5          |
|                                | −                         | BdD               | –           | –           | 216          | 0,2          |
|                                | −                         | DG                | –           | –           | 262          | 0,2          |
| Gesamt                         | Gesamt                    | Gesamt            | 135.808     | 100         | 134.908      | 100          |
|                                |                           |                   |             |             |              |              |
| Ungültige Stimmen              | Ungültige Stimmen         | Ungültige Stimmen | 5.516       | 3,9         | 6.416        | 4,5          |
| Wähler                         | Wähler                    | Wähler            | 141.324     | 83,7        | 141.324      | 83,7         |
| Wahlberechtigte                | Wahlberechtigte           | Wahlberechtigte   | 168.851     |             | 168.851      |              |
|                                |                           |                   |             |             |              |              |
| Quellen: Der Bundeswahlleiter, |                           |                   |             |             |              |              |

### Bundestagswahl 1953
| Kandidaten                     | Kandidaten        | Parteien/Listen   | Erststimmen | Erststimmen | Zweitstimmen | Zweitstimmen |
| Kandidaten                     | Kandidaten        | Parteien/Listen   | Stimmen     | %           | Stimmen      | %            |
| ------------------------------ | ----------------- | ----------------- | ----------- | ----------- | ------------ | ------------ |
|                                | −gewählt im WK    | CDU               | 45.794      | 37,8        | 46.724       | 38,5         |
|                                | −                 | SPD               | 43.525      | 36,0        | 43.020       | 35,5         |
|                                | −                 | FDP               | 21.648      | 17,9        | 19.978       | 16,5         |
|                                | −                 | GB/BHE            | 2.437       | 2,0         | 2.366        | 2,0          |
|                                | −                 | DP                | 1.626       | 1,3         | 1.510        | 1,2          |
|                                | −                 | KPD               | 4.298       | 3,6         | 4.274        | 3,5          |
|                                | −                 | GVP               | 1.739       | 1,4         | 1.796        | 1,5          |
|                                | −                 | DRP               | –           | –           | 1.567        | 1,3          |
| Gesamt                         | Gesamt            | Gesamt            | 121.067     | 100         | 121.235      | 100          |
|                                |                   |                   |             |             |              |              |
| Ungültige Stimmen              | Ungültige Stimmen | Ungültige Stimmen | 5.202       | 4,1         | 5.034        | 4,0          |
| Wähler                         | Wähler            | Wähler            | 126.269     | 80,6        | 126.269      | 80,6         |
| Wahlberechtigte                | Wahlberechtigte   | Wahlberechtigte   | 156.709     |             | 156.709      |              |
|                                |                   |                   |             |             |              |              |
| Quellen: Der Bundeswahlleiter, |                   |                   |             |             |              |              |

### Bundestagswahl 1949
| Kandidaten                     | Kandidaten        | Parteien/Listen   | Erststimmen | Erststimmen | Zweitstimmen | Zweitstimmen |
| Kandidaten                     | Kandidaten        | Parteien/Listen   | Stimmen     | %           | Stimmen      | %            |
| ------------------------------ | ----------------- | ----------------- | ----------- | ----------- | ------------ | ------------ |
|                                | −                 | SPD               | –           | –           | 36.487       | 36,6         |
|                                | –                 | CDU               | –           | –           | 32.436       | 32,5         |
|                                | –                 | FDP               | –           | –           | 18.987       | 19,0         |
|                                | −                 | KPD               | –           | –           | 11.952       | 12,0         |
| Gesamt                         | Gesamt            | Gesamt            | 0           | 100         | 99.682       | 100          |
|                                |                   |                   |             |             |              |              |
| Ungültige Stimmen              | Ungültige Stimmen | Ungültige Stimmen | 105.152     | 100,0       | 5.470        | 5,2          |
| Wähler                         | Wähler            | Wähler            | 105.152     | 77,5        | 105.152      | 77,5         |
| Wahlberechtigte                | Wahlberechtigte   | Wahlberechtigte   | 135.636     |             | 135.636      |              |
|                                |                   |                   |             |             |              |              |
| Quellen: Der Bundeswahlleiter, |                   |                   |             |             |              |              |